# Shadbondari
Shadbondari (em persa: شادبندري, também romanizada como Shādbondarī) é uma aldeia do distrito rural de Kurka, situada no distrito central de Astaneh-ye Ashrafiyeh, na província de Gilan, no Irã. Segundo o censo de 2006, sua população era de 73, em 23 famílias.